# Lović Prekriški
Lović Prekriški – wieś w Chorwacji, w żupanii karlowackiej, w mieście Ozalj. W 2011 roku liczyła 72 mieszkańców.